# Султанов Балтиходжа Султанович
Балтиходжа Султанов (1884—1919) — державний, політичний і громадський діяч Киргизстану, заступник керівника Ошского повіту в 1918—1919 роки, один із керівників боротьби за встановлення Радянської влади на Півдні Киргизстану, засновник і перший начальник міліції міста Ош (Киргизстан).

## Біографія
Балтиходжа Султанович Султанов народився в 1884 році в місті Ош (Киргизстан) в сім'ї правителя міста Ош. Б. Султанов був старшим сином тисячника Султана Таірбаева і племінником тисячника Кудрата Таірбаева, правлячими східною частиною міста Ош до революції. Б. Султанов до революції працював учителем у російсько-тубільної школі відкрилися в місті Ош 15 січня 1887 року, надалі ця школа була перейменована ім'ям 25 Жовтня. Б. Султанов організував бібліотеку в російсько-тубільної школі. Ця бібліотека була першою бібліотекою до революції на Півдні Киргизстану.

### Вклад в встановлення Радянської влади на півдні Киргизстану
Б. Султанов — один із керівників боротьби за встановлення і зміцнення радянської влади в Ошском повіті. Один із творців і організаторів Ошского Ради мусульманських робітників і чайрікерскіх депутатів (21 серпня 1917 року). Делегат третій крайового з'їзду Рад (1917). Був депутатом і одним із творців і керівників Ошскої повітової Ради солдатських, робітничих і селянських депутатів (16—17 січня 1918 року).
Після встановлення радянської влади — засновник, організатор і перший начальник міліції міста Ош (5 лютого 1918 року), потім начальник повітової слідчої комісії. У квітні 1918 року — делегат 5-го Всетуркестанского з'їзду Рад, який проголосив Туркестанську АРСР.
Наприкінці травня 1917 року в м. Ош сформувалася легальна група РСДРП. У неї входили А. Г. Аношін, Б. С. Султанов, К. Кабулджанов, М. Саримсаков. До серпня 1918 року парторганізація більшовиків Оша налічувало лише 26 осіб. Після 6-го з'їзду Рад Ферганської області (6—7 грудня 1917 року) влада в повітах стала переходити до Радам і було оголошено про перехід влади в м. Ош до Ради. Ошська Рада мусульманських та чайрікерскіх депутатів ввела в повітову Раду своїх трьох представників із правом вирішального голосу: Б. Султанова, У. Касимханова, Ю. Аліева. Рішенням цієї Ради вони були визнані депутатами від корінного населення. 17 січня 1918 здійснюється переобрання і сталася більшовизація Ошської повітової Ради і він став у повіті органом диктатури пролетаріату. На чолі Ошської повітової Ради стояли А. Г. Аношін (перший голова більшовицької організації в Оші), Б. С. Султанов, Ю. Аліев. Процес радянізації був закріплений 5-му крайовим з'їздом Ради, що проголосив 30 квітня 1918 створення Туркестанської АРСР, до складу якої увійшов і південь Киргизії. У роботі з'їзду брали участь делегати-більшовики Ошської повітової Ради А. Г. Аношін, Б. С. Султанов, Л. Н. Гречанінов. 5 грудня 1918 року Ошский повітовий рада був перетворений на уездно-міський революційний комітет.

### Вклад в освітуОшської області
Б. С. Султанов був учителем, тому приділяв велику увагу народному освіті, розвитку мережі радянських шкіл на півдні Киргизстану. Б. Султанов вніс великий внесок у розвиток народної освіти Ошської області. 20 травня 1918 року він взяв активну участь у формуванні в Оші ради народної освіти. За його безпосередньої участі в серпні 1918 року був відкритий перший дитячий садок на 95 осіб, у Ошском повіті в 1918 році було відкрито 13 шкіл, де навчалося 939 дітей та підлітків.

### Внесок з організації та керівництвоміліціїОшского повіту
Наприкінці січня 1918 року в Оші утворилася військова комісія з організації уездно-міської народної міліції. 5 лютого 1918 в канцелярії цієї комісії відбулося об'єднане засідання громадських організацій Оша, присвячене створенню народної міліції і передачі конфіскованого у населення зброї для її озброєння. Ошська партійна організація направила найкращих своїх представників у організовану народну міліцію. Першим начальником міліції міста Ош став більшовик Балтиходжа Султанов. У період зміцнення Радянської влади міліція була органом диктатури пролетаріату, не тільки стояла на захисті завоювань революції, виконуючи функції Червоної армії до її створення, а й проводила агітаційно-масову і політико-виховну роботу. Співробітники міліції поширювали газети серед сільських і волосних ревкомів і мусульманського населення. У роки громадянської війни і боротьби з басмачеством стали створюватися загони самооборони і добровольчі загони, що виконували функції міліції. У боротьбі з басмачеством відзначився начальник міліції м. Ош, а потім начальник повітової слідчої комісії Балтиходжа Султанов. З великими організаційно-адміністративними труднощами стикався засновник міліції міста Ош Б. Султанов. У період становлення Ошська окружна міліція була укомплектована співробітниками міліції лише на 75 %, з них 80 % були неписьменними, не було засобів пересування, криміналістичної техніки, міліціонери були озброєні трофейними гвинтівками японського виробництва часів російсько-японської війни (ЦГА КР. Ф.1428. оп.1.д.23.л.23).Штат відділу карного розшуку Ошского повіту (як і міліції в цілому) був нечисленним. Так, в ОУР Ошского повіту на 1 січня 1920 року був 21 співробітник.

### Вклад в культуру півдняКиргизстану
Під час громадянської війни прилеглі до Ошу райони перетворилися на поле боїв. За пропозицією начальника міліції міста Ош Б.Султанова створена на базі концертної бригади при Реввоєнраді Туркестанського фронту театральна трупа стала учасником цього фронту і агітатором партії. Театральна трупа ставила вистави та концерти в селах і районах Ошської повіту, на базарах, площах та інших місцях, де збиралося багато народу, показувала недобрі наміри басмачів. Освічені революційні діячі Балтиходжа Султанов і Фазилбек Касимбеков допомагали встати на ноги молодому колективу театральної трупи. Свекор Б. Султанова перший засновник і художній керівник театру Рахмонберді Мадазімов згадував: — курбаші Мадамінбек розбишакував близько Андижана, нападав на жителів. Начальник міліції міста Ош Балтиходжа Султанов і Ошский гарнізон хотіли допомогти із забезпеченням зброї андижанський військовому гарнізону. Але як доставити туди зброю? Цю проблему вирішили артисти театру. Прикрасили карету, розклали зброю, зверху поклали ковдри і тушакі. Артист театру Рахмонберді Мадазімов наклав грим і став великим «ішаном» -релігійний проповідником. Ще два актори стали його «муріди»-учень. Поставили біля себе священну книгу Коран, читаючи його пустилися в дорогу. Коли карета під'їхала до Ходжаабад почулася стрілянина. Десятки басмачів оточили карету. Тоді візник зробив рукою знак «тихо» басмачам і прочинив фіранку. Басмачі побачили «ішана» і його «учнів» вклонилися. Потім з почестями довезли їх до Андижана. Для забезпечення зброєю такі «постановки» трупи повторювалися неодноразово.

### Боротьба збасмачеством
У червні 1918 року під керівництвом більшовицької партійної організації Аношина А. Г. і Султанова Б. С. в Оші було створено загін Червоної Гвардії з 70 добровольців, пізніше в липні 1919 року в загін входило вже 160 чоловік. Загін підтримував порядок забезпечував населення у проблемних районах хлібом і продуктами харчування. У липні 1918 року банди басмачів зробили спробу захопити Ош. Однак 70 добровольців 1-го Ферганського полку, які охороняли місто, при підтримці населення зуміли протриматися до приходу військової частини з Андижана і захистити місто. Особливу небезпеку становило з'єднання, басмацьких банд курбаші Мадамінбека і ватажка куркульсько-селянської армії К. І. Монстрова, які прагнули повалити Радянську владу у Ферганській області. Бандам Мадамінбека і К. І. Монстрова, значно переважаючим в чисельному відношенні червоноармійські частини, вдалося захопити Ош і Джалал-Абад і почати наступ на Андижан, де розташовувався штаб військ Ош-Андижанського ділянки. 26 вересня 1919 був звільнений Ош. У 1919 році Б.Султанов при захисті міста Ош звірячому загинув від рук басмачів і першим був похований на братській могилі полеглих у боротьбі за радянську владу в Оші. Яка розташована в центральному міському сквері міста Ош, біля будинку культури (нині російська православна церква). Під плитою меморіального комплексу «Вічний вогонь» поховані у братській могилі бійці Червоної армії, загиблі в період з 1919 по 1926 роки, це: Балтиходжа Султанов, Фазілходжа Касимбеков, Балтихан Бабаджанов, Отабек Тіллабаев, Кузібай Ахмедов, Ахмаджон Юсупджанов, Валерій Безсонов, Петро Павленко, Леонтій Лавода, Олександр Пономаренко. Число похованих становить близько 100 осіб. На братській могилі встановлено стилобати з меморіальними дошками. У 1974 році відкрито пам'ятник, що представляє собою стелу з сірого мармуру, в якій пробита наскрізна асиметрична зірка. Перед нею на плиті з чорного мармуру запалено Вічний вогонь. На стелі відлиті з бронзи слова: «Вічна слава полеглим в боротьбі за Радянську владу». Фотографія Б.Султанова розміщена на стр.389, інформація про нього на стор. 60, 101, 143, 209, 308, 331, 350, 379, 388, 414 Енциклопедії Ошської області видана Академією наук Киргизької РСР в 1987 році, на стор. 135 Енциклопедії Киргизької РСР видана Академією наук Киргизької РСР в 1982 році.

### ІсторіяМіністерства внутрішніх справКиргизької Республіки(офіційний інтернет-сайт МВС КР)
У жорстокій боротьбі з бандитськими зграями загинули сотні співробітників міліції карного розшуку Киргизстану і серед них перші начальники міліції Балтиходжа Султанов, Атажан Сулейманов, Газибай Козубай. Назавжди залишаться в історії імена тих, хто створював перші підрозділи робітничо-селянської міліції Киргизстану. Це Б. С. Султанов, Е. Аліев, А. Орозбеков, Г. Шаділов, С. Мураталін, Т. Токбаев, І. Кабеков, С. Касимбеков.